# Judo en los Juegos Panamericanos
El judo fue admitido en los Juegos Panamericanos desde la cuarta edición que se celebró en São Paulo (Brasil) en 1963.
La disciplina no tuvo participación en los Juegos Panamericanos de 1971, siendo la única ocasión en la historia desde que fue aceptada como parte del calendario panamericano.

## Ediciones
| N.º  | Año  | Sede             | País                 |
| ---- | ---- | ---------------- | -------------------- |
| I    | 1963 | São Paulo        | Brasil               |
| II   | 1967 | Winnipeg         | Canadá               |
| III  | 1975 | Ciudad de México | México               |
| IV   | 1979 | San Juan         | Puerto Rico          |
| V    | 1983 | Caracas          | Venezuela            |
| VI   | 1987 | Indianápolis     | Estados Unidos       |
| VII  | 1991 | La Habana        | Cuba                 |
| VIII | 1995 | Mar del Plata    | Argentina            |
| IX   | 1999 | Winnipeg         | Canadá               |
| X    | 2003 | Santo Domingo    | República Dominicana |
| XI   | 2007 | Río de Janeiro   | Brasil               |
| XII  | 2011 | Guadalajara      | México               |
| XIII | 2015 | Toronto          | Canadá               |
| XIV  | 2019 | Lima             | Perú                 |
| XV   | 2023 | Santiago         | Chile                |

## Medallero histórico
- Actualizado hasta Santiago 2023.[1]

| Núm. | País                  | Oro | Plata | Bronce | Total |
| ---- | --------------------- | --- | ----- | ------ | ----- |
| 1    | Cuba                  | 74  | 26    | 56     | 156   |
| 2    | Brasil                | 47  | 39    | 64     | 150   |
| 3    | Estados Unidos        | 32  | 30    | 56     | 118   |
| 4    | Canadá                | 16  | 26    | 47     | 89    |
| 5    | Argentina             | 5   | 11    | 31     | 47    |
| 6    | Venezuela             | 3   | 15    | 29     | 47    |
| 7    | México                | 3   | 7     | 18     | 28    |
| 8    | República Dominicana  | 3   | 7     | 16     | 26    |
| 9    | Ecuador               | 2   | 4     | 11     | 17    |
| 10   | Puerto Rico           | 1   | 10    | 11     | 22    |
| 11   | Chile                 | 1   | 3     | 3      | 7     |
| 12   | Colombia              | 0   | 6     | 13     | 19    |
| 13   | Perú                  | 0   | 1     | 5      | 6     |
| 14   | Haití                 | 0   | 1     | 3      | 4     |
| 15   | Antillas Neerlandesas | 0   | 1     | 2      | 3     |
| 16   | Panamá                | 0   | 0     | 4      | 4     |
| 17   | Uruguay               | 0   | 0     | 3      | 3     |
| 18   | Costa Rica            | 0   | 0     | 1      | 1     |
| 18   | El Salvador           | 0   | 0     | 1      | 1     |
| 18   | Honduras              | 0   | 0     | 1      | 1     |
|      | TOTAL                 | 187 | 187   | 375    | 749   |